# توماس كارتر (كاهن)
توماس كارتر (بالإنجليزية: Thomas Carter)‏ هو كاهن أمريكي، ولد في 1608، وتوفي في 5 سبتمبر 1684.